# Max Jungk
Pour les articles homonymes, voir Jungk.
Max Jungk, né à Myslkovice (Autriche-Hongrie, actuellement Myslkovice, en République tchèque) le 27 mai 1872 et mort à Prague (Tchécoslovaquie) en juillet 1937, est un acteur et scénariste autrichien.

## Filmographie partielle

### Comme scénariste
- 1918 : Das Glück der Frau Beate
- 1918 : Der Liftjunge
- 1918 : Im Schloß am See
- 1918 : Der Volontär
- 1918 : Lebendig tot
- 1919 : Die Sekretärin des Gesandten
- 1919 : Harakiri
- 1919 : Morphium
- 1919 : Störtebeker
- 1920 : Herztrumpf
- 1920 : Uriel Acosta
- 1920 : Whitechapel
- 1921 : Das Medium
- 1921 : Der Erbe der van Diemen
- 1921 : Eine Frau mit Vergangenheit
- 1921 : Hannerl und ihre Liebhaber
- 1921 : Kinder der Finsternis - 1. Der Mann aus Neapel
- 1922 : Brigantenrache
- 1922 : Der Fluch des Schweigens
- 1922 : Der Liebesroman des Cesare Ubaldi
- 1922 : Der Strom
- 1922 : Die Tigerin
- 1922 : Fräulein Julie
- 1922 : Kinder der Finsternis - 2. Kämpfende Welten
- 1922 : Sie und die Drei
- 1922 : Sodoms Ende
- 1923 : Grisou (Schlagende Wetter)
- 1924 : Der Sturz ins Glück
- 1924 : Die Bacchantin
- 1924 : Die Stimme des Herzens
- 1924 : Nanon
- 1924 : Zwei Menschen
- 1925 : Bismarck, 1. Teil
- 1925 : Im Namen des Kaisers
- 1926 : Deutsche Herzen am deutschen Rhein
- 1926 : Die elf Schill'schen Offiziere
- 1926 : Frauen der Leidenschaft
- 1926 : Wenn das Herz der Jugend spricht
- 1927 : Ein schwerer Fall
- 1927 : Lützows wilde verwegene Jagd
- 1927 : Petronella - Das Geheimnis der Berge
- 1927 : Wenn Menschen reif zur Liebe werden
- 1927 : Wenn der junge Wein blüht
- 1928 : Die Hölle der Jungfrauen
- 1929 : Die kleine Veronika
- 1929 : Prapancha Pash (version allemande)
- 1929 : Schwarzwaldmädel
- 1931 : Die schwebende Jungfrau
- 1931 : Sein Scheidungsgrund
- 1933 : Kind, ich freu' mich auf Dein Kommen